# Homoneura obscuriceps
Homoneura obscuriceps är en tvåvingeart som först beskrevs av de Meijere 1924.  Homoneura obscuriceps ingår i släktet Homoneura och familjen lövflugor. Inga underarter finns listade i Catalogue of Life.